# Recitar cantando
Recitar cantando è la locuzione che indica il nuovo stile di canto col quale, all'inizio del XVII secolo, furono composte le prime opere. Con esso si intendeva, tra l'altro, propugnare la rinascita della tragedia greca: alla fine del Cinquecento, si riteneva che le tragedie greche fossero cantate interamente sia dai personaggi, sia dal coro.
La locuzione fu usata per la prima volta nel sottotitolo sul frontespizio e nell'avvertenza A' lettori della Rappresentatione di Anima, et di Corpo (rappresentazione di anima e corpo)(1600) di Emilio de' Cavalieri. L'avvertenza fu probabilmente scritta materialmente da Alessandro Guidotti, che ne curò la pubblicazione a stampa (de' Cavalieri era nobile, e l'usanza per i musicisti del suo lignaggio era demandare ad altri questo tipo di attività), ma la critica è concorde nel ritenere che lo scritto rispecchi fedelmente i concetti di de' Cavalieri. Dopo l'introduzione, il primo paragrafo dell'avvertenza si intitola dunque Avvertimenti per la presente Rappresentatione, à chi volesse farla recitar cantando, il secondo Avvertimenti particolari per chi cantarà recitando: et per chi suonarà.
Questo nuovo stile, nato in ambienti della più alta aristocrazia romana e fiorentina, sfruttava le possibilità espressive offerte dalla monodia accompagnata, e si contrapponeva nettamente alla polifonia, generalmente a cinque voci, di un genere altrettanto colto ed elitario come il madrigale. Da tener presente che già a partire da L'Orfeo di Monteverdi (1607) il "recitar cantando" si andava pienamente differenziando in ciò che poi prenderà il nome di arioso, aria, e recitativo.